# Икаев, Эльбрус Хасанович
Э́льбрус Хаса́нович Ика́ев (осет. Икайты Хасаны фырт Эльбрус; 1 октября 1950, селение Дур-Дур, Северо-Осетинская ССР, СССР — 15 июня 2020) — советский борец вольного стиля, чемпион СССР и трёхкратный чемпион РСФСР, мастер спорта СССР международного класса.

## Биография
Родился 1 октября 1950 года в селении Дур-Дур Северо-Осетинской ССР. В 1968 году начал заниматься вольной борьбой под руководством Асланбека Дзгоева. Входил в состав сборной команды СССР. В том же году участвовал в матчевой встрече СССР—Болгария, проходившей в Тбилиси среди юниоров до 18 лет. В 1971 году выиграл личное первенство профсоюзов в Нальчике, получив приз за наибольшее количество побед. В 1973 году стал чемпионом РСФСР в Белгороде, победителем международного турнира и третьим на чемпионате СССР в Красноярске. В 1974 году стал чемпионом СССР в Уфе и победителем международного турнира. В 1975 году снова стал чемпионом РСФСР в Белгороде в рамках VI летней Спартакиады народов РСФСР и лауреатом приза «За самую красивую схавтку». В 1976 году в третий раз стал чемпионом РСФСР во Владикавказе, бронзовым призёром абсолютного чемпионата СССР в Орджоникидзе. В 1977 году стал бронзовым призёром чемпионата СССР в Красноярске.
В 1972 году окончил Горский сельскохозяйственный институт, а в 1985 году — экономический факультет Северо-Осетинского государственного университета имени К. Л. Хетагурова.

## Спортивные достижения
- Чемпион СССР (1974)
- Трёхкратный чемпион РСФСР (1973, 1975, 1976)
- Двукратный победитель международных турниров (1973, 1974)

## Награды и звания
- Орден «Честь и слава III степени»[6]